# Федерація міжнародного бенді
Федерація міжнародного бенді (англ. Federation of International Bandy, FIB) об'єднує національні федерації з хокею м'ячем. Сформована в 1955 році в Стокгольмі, Швеція, і з 1979 року має штаб-квартиру в Швеції, нині — в місті Седергамн.